# Elecciones presidenciales de Eslovenia de 2012
Las elecciones presidenciales se celebraron en Eslovenia el 11 de noviembre de 2012, con una segunda vuelta celebrada el 2 de diciembre de 2012. Los 1.7 millones de votantes registrados de Eslovenia eligieron entre el presidente en ejercicio Danilo Türk, el candidato socialdemócrata que también fue apoyado por la Lista Cívica. La primera ronda fue ganada, contrariamente a las predicciones de la encuesta de opinión, por Pahor, con Türk colocándose en segundo lugar. En la segunda vuelta, Pahor ganó con aproximadamente dos tercios de los votos.

## Sistema electoral
Según la Ley de elecciones de Eslovenia, los candidatos a presidente requieren apoyo de:
- 10 miembros de la Asamblea Nacional,
- uno o más partidos políticos y ya sea 3 miembros de la Asamblea Nacional o 3.000 votantes, o 5.000 votantes.
- Cada partido político puede apoyar solo a un candidato. En las elecciones, el presidente es electo con mayoría de votos. Si ningún candidato recibe más de la mitad de los votos, los dos primeros candidatos se reúnen en la segunda ronda de elecciones.

## Resultados
| Candidato                      | Primera ronda | Primera ronda | Segunda ronda | Segunda ronda |
| Candidato                      | Votos         | %             | Votos         | %             |
| ------------------------------ | ------------- | ------------- | ------------- | ------------- |
| Borut Pahor                    | 326,006       | 39.87         | 478,859       | 67.37         |
| Danilo Türk                    | 293,429       | 35.88         | 231,971       | 32.63         |
| Milan Zver                     | 198,337       | 24.25         |               |               |
| Votos inválidos                | 817,772       | 98.69         | 710,830       | 97.95         |
| Votos anulados                 | 10,852        | 1.31          | 14,870        | 3.05          |
| Total                          | 828,624       | 100           | 725,700       | 100           |
| Total de votos                 | 1,711,779     | 48.41         | 1,711,097     | 42.41         |
| Fuente: Government of Slovenia |               |               |               |               |

- Datos: Q24537
- Multimedia: 2012 elections in Slovenia / Q24537